# Віслох
Віслох (нім. Wiesloch) — місто в Німеччині, у землі Баден-Вюртемберг. Підпорядковується адміністративному округу Карлсруе. Входить до складу району Рейн-Неккар.
Площа — 30,262 км2. Населення становить 26 605 ос. (станом на 31 грудня 2020).